# Miconia kollmannii
Miconia kollmannii är en tvåhjärtbladig växtart som beskrevs av Renato Goldenberg och Reginato. Miconia kollmannii ingår i släktet Miconia och familjen Melastomataceae. Inga underarter finns listade i Catalogue of Life.